# Mesanthura occidentalis
Mesanthura occidentalis is een pissebed uit de familie Anthuridae. De wetenschappelijke naam van de soort is voor het eerst geldig gepubliceerd in 1959 door Menzies & Barnard.